# Люлин (област Ямбол)
Вижте пояснителната страница за други значения на Люлин.
Люлин е село в Югоизточна България. То се намира в община Стралджа, област Ямбол.

## География
Село Люлин се намира на 25 км източно от град Ямбол и на 70 км от Черно море. Разположено е на изток от Бакаджиците. Това е първото село, през което минава Бунарска река. Има много изворни чешми и много добри условия за земеделие.

## Културни и природни забележителности
По време на управлението на кан Тервел, на метри северно от село Люлин, е бил изкопан голям канал, който е бил границата между България и Византия. Нарича се ″Еркесия″ и все още се различава.

## Редовни събития
- 24 май – събор на село Люлин – по традиция всички родом от село Люлин се събират

## Обичаи

### Обичаи на християнските празници
Коледа
На 6 януари през деня, във всяка къща колели прасе. Вечерта срещу Коледа бил „Бъдни вечер“. За вечеря на трапезата се слагало баница, сварен боб, ошав, орехи, бъклица вино. Най-старият от членовете на семейството прикадявал ястията и четял молитва, а след това почвало храненето. На огъня са слагали голям пън – бъдник, който да поддържа горене цяла нощ. На първия ден на Коледа, след църковна служба, коледували и по-малки деца, принуждавани от родителите си, а вечерта – ергените. Като влезели в двора, ергените-коледари пеели песента: „Стани ми, стани, нине“
След като изпеели всички песни, стопанинът вземал бъклица, пълна с вино и преди да пие, благославял коледарите с думите: „Да помага Бог да сме живи и здрави, все така да сме весели през цялата година!“Тогава вдигал бъклицата, пиел наздравица и я подавал на станиника, който от своя страна благославял стопанина и цялото му семейство с думите:"Да помага Бог на това семейство! През лятото хамбарът им да бъде пълен с жито, кошарата-пълна с овце и агнета, оборът-с крави и телета! "После вдигал бъклицата с думите: „Нека Бог чуе благословията ни! Амин! Тогава пиел вино и подавал на другите си другари. Накрая за награда получавали кравай, който дотогава се намирал на масата, покрит с хубава покривка бохча. На кравая били сложени пари, което се наричали „кръст-дукато“. Станиникът поемал кравая с лявата си ръка, а с дясната-запалена восъчна свещ. Всички коледари ставали на крака и станиникът им казвал:“Слава тебе, дружино, амин!" Всички повтаряли думата-амин!
През трите дена на Коледа на мегдана се виели кръшни хора.
Сурваки, Василовден
За вечерята на Василовден разточвали баница, в която слагали „късмети“от дрянови клонки с пъпки. Омесвали специална пита, сварявали ошав от сушени плодове, пача от закланото от Коледа прасе. Вечерта поставяли на трапезата, пачата, баницата, питата, орехи, вино и други яденета с месо. Най-старият от къщата прикадявал с тамян трапезата, четял молитва и тогава почвали да вечерят. Баницата се завъртала от домакина и след това всеки си откъсва къс, в който попадал „късмет“. Той им вещаел сполука, имот, облаги, щастие през годината.
Йордановден, Богоявление
Вечерта срещу Йордановден ергените къпели младоженците, които са се женели през изтеклата година. На сутринта млади жени къпели младоженките, а след къпането се гощавали за здраве. Сутринта, след черковна служба, попът хвърлял кръста в реката до големия бряст, а млади мъже се хвърляли във водата да го уловят. Празникът завършвал следобед на мегдана с общо веселие и хора, при звуците на тъпани и гайди.
Ивановден
В по-старо време вечерта срещу Ивановден се извършвало побратимяване – аратличество между млади хора, които се обичат, уважават и дружат. Побратимяването ставало така: през деня жените на двамата другари, които ще се побратимяват, се дарявали. Дарявали са и мъжете. Вечерта у единия от тях се устройвало угощение, на което били канени близки и роднини. Домакинът наемал „свиркари“-кавалджии, гъдулари, гайдарджии, които да свирят и да веселят гостите. При разговор побратимите не се назовават по име, а се обръщали един към друг с обръщението-аратлик.
Бабинден
По стара традиция, на Бабинден сутринта младите жени отивали на гости при бабата, за да ѝ благодарят за оказаната им от нея помощ при раждане. Кичели я с цветя, дарявали я с някакъв подарък и задължително с един калъп сапун. Донасяли също баница и ракия да я почерпят. След това идвали младите мъже, които качвали „бабата“ на двуколка, и я возели из селото уж, за да я къпят. Младите жени тогава събирали пари от по-възрастните мъже и жени да откупят бабата.
Трифоновден
На Трифоновден сутринта селяните отивали на лозята да ги зарежат, като носели и шише ракия или бъклица вино, за да се почерпят. При хубаво време край чешмата при лозята се уреждало ядене и пиене в чест на светеца, който им пазел лозята от болести. После окичени с венци от лоза на главите, под звуците на гайди и кавали, се връщали в селото и играели хора.
Заговелки, Сирни заговезни
Заговелки се празнува 40 дни преди Великден. Вечерта срещу Заговелки, кумиците отиват да заговяват при кръстниците си, като носели баница със сирене и вино. Децата излизали на мегдана, където кладели големи огньове и хвърляли стрели-перници, направени от мекиш. Всеки се стремял стрелата му да отиде по-далеч, защото това предвещавало по-дълъг живот на него или на оня член от семейството, за когото била наречена. Пак за здраве след вечеря гърмели с пушки или патрони, заредени с барут и фитил. През деня на заговелки играели кукери, облечени неузнаваемо с различни дрехи и с гугли на главите.
Тодоровден
На Тодоровден, първата събота след Заговелки, се устройвали конни надбягвания с хубави ездитни животни. Надбягванията се провеждали отначало от местността „Шумата“ до „Козар Тоневия кайнак“, където стояла комисията и селските свирачи. На първенците в надбягванията са давали следните награди: първа награда-юзда, втора награда тасмен юлар, трета награда-въжен юлар.
Благовец, Благовещение
На Благовец рано сутринта малки деца ходели по двора, удряли една тенекия и викали: „Бягайте, зъми и гущери! Благовец дойде! Гони ва!“ По този начин суеверните селяни вярвали, че се пропъждат зли духове-змейове и гущери. Този ден бил и ден на голямото почистване на дворовете от натрупаните от зимата нечистотии и отпадъци. Те били струпвани накуп още в ранни зори и били запалвани.
Лазаровден
В съботата преди Връбница, на Лазаровден, девойки или деца ходели да лазаруват – да играят и пеят по домовете за здраве. Избирали си кума, която да води лазарките. При пеенето припявали момата или ергена на къщата с изгората им. Домакините давали пари или яйца на лазарките. Сега този обичай е изоставен.
Връбница, Цветница
На Връбница се празнува в неделния ден една седмица преди Великден. Сутринта на празника селяните отивали на църква с върбови клонки, които след това отнасяли в дома си. Там те ги свивали на венче, което закачали на кандилото за здраве. Същия ден събирали и полски цветя, които отнасяли в църквата.
Великден
Възкресение Христово бил особено голям религиозен празник, който траел три дни и то непременно в неделя, понеделник и вторник. На Велики четвъртък домакините боядисват червени яйца. В събота приготвяли кравай, в който вплитали цели червени яйца.
На сутринта на първия ден на Великден кумиците отивали да честитят празника на кръстниците си, като им носели кошница с червени яйца, кравай и бъклица с вино. След обяд стари и млади, празнично облечени, отивали да се веселят на мегдана, където се извивали кръшни хора. На мегдана възрастните си разменяли червени яйца и се поздравявали с „Христос воскресе“ и „Воистина воскресе“. Така се поздравявали и всички други до Спасовден. Яйце, снесено на Велики четвъртък, се смятало за лековито.
Гергьовден
Вечерта срещу Гергьовден селяните украсявали къщите със зеленина. На вратите, асмите и иконата на светеца запалвали запалени свещи. Сутринта във всяка къща колели агне, с кръвта от което правели кръст по челата на децата за здраве. Събраната в тавата кръв, смесена с коприва, хвърляли в реката пак за здраве.
На някоя хубава поляна вън от селото се устройвали общоселски трапези, като всеки носел там печеното си агне, а попът с „канделесване“ благославял трапезите. През деня младите се люлеели на люлки, вързани по големите клони на дърветата, все за здраве. Само на този ден се позволявало на попадията да играе хоро и тя водела хорото.
Спасовден, Възнесение Господне
На Спасовден, който се празнува 40 дни след Великден, ставал голям сбор в селото. От околните села идвали гости. Още от вечерта домакините колели 2 – 3 агнета и ги варели на курбан. Трапезите за угощение на гостите били слагани в къщи или под сянката на клонести дъбове вън от селото. Този обичай бил спазван до 1905 г.
Софинден
На Софинден, понеделника една седмица след Великден, девойки, облечени в по-стари дрехи, ходели от къща на къща да играят на „пеперуда“ за дъжд. Със себе си носили бакърче с вода и китка от коприва. Младежите се задявали с пеперудите, като парели босите им крака с коприва. Стопанките на домовете поливали по един бакър вода на пеперудите. Така хората се надявали, че си осигуряват редовни валежи през годината. На същия ден обикновено се правел и маслосвет за дъжд и против градушка. Поповете отслужвали молебен, след който някой селянин пробивал със свредел дупка в дървото. Селският поп поставял в дупката един масур, пълен с овче или краве масло, след което я запушвали с восък. По същия начин било поставяно масло на още две дървета на различни места на поляната, така че да се образува триъгълник (пиростия), ако мислено се прокара между тези три места.
Еньовден
На Еньовден младите момичета гадаели за бъдещия жених. Те правели на едно кросно голяма кукла, която забраждали и обличали с женски дрехи. Тази кукла обявявали за „Еньова булка“. Изнасяли я на мегдана и я закрепвали здраво за земята. Около нея момите играели хоро и пеели песен, чрез която искали „Булята“ да им предскаже за кого ще се омъжат. Песента била следната:
Еньова бульо, Еньова,

която и мома най-честита,

нейната китка първа да излезе.

Превит кравай на кпраля.

Червено фенерче на дюкенче.

Ножица дрънка по постеля.
Докато траела тази песен определена девойка вадела от покрито бакърче една по една китките, които девойките натопили в него още от вечерта и след наричането им ги подава.
Петровден
На Петровден, въпреки че бил ден в разгара на жътвата, не се жънело, за да не запали Свети Павел снопите. Във всяка къща колели курбан пак със същата цел.
Шамана, празник на Свети Маквей
На празника на Свети Маквей, който ден наричали още „Шамана“, селяните постели за здраве и къдели с тамян из къщи, за да ни хваща шемет, т.е. виене на свят.
Петковден
На Петковден наетите овчари докарвали овцете под чардака, под който са мандрувани през лятото, и ги предавали на стопаните им. Ако, стопаните след щателна проверка, намерели, че овцете им са били гледани добре, наемали същите овчари за следващата година, а в противен случай ги сменяли.
Димитровден
На Димитровден чираците и чобаните получават от чорбаджията си храна, дрехите и парите, според уговореното за изтеклата година. На същия ден ставало наемането им за следващата година.
Празник на Света Варвара
На деня на Света Варвара майките с малки деца печели кравай, намазан с мед и нарязан на филии, го раздавали на съседите си из махалата за умилостивяване на светицата, та да им пази децата от „Баба Шарка“. Пак тогава селяните варели и ядели жито, за да растат житата. Първата лъжица с жито била хвърляна през комина, за да израстне високо житото.
Никулден
На Никулден за последен път през годината селяните ловят риба от реката и от по-малките рекички. Приготвяли рибник и раздавали от него с филия хляб на съседите си. На свещеника носели част от най-едрата риба.
Игнажден
На Игнажден по стар обичай селяните чукали жито и прикаждали с тамян, поставен върху лемежа на ралото. На този ден не се ходело на гости из махалата, за да не бягат пилетата у съседите. Обаче, ако дойдело на гости дете, приемали го. Домакините карали гостенчето, обърнато на изток, да стои няколко минути клекнало като квачка, а те го посипвали с орехи, за да има много пилета през годината.

### Обичаи при годеж и сватба
Когато някой ерген си харесал мома за жена, той изпращал при родителите и съгледница от своя род, която да им направи предложение и да ги уговори да му я дадат. Обикновено съгледвачката сядала край огнището и с машата започвала да разравя огъня, като израз на пламенната любов на ергена към момата. Ако родителите са съгласни, те изпращат на кандидата китка от името на момата – знак, че приемат предложението за женитба. Това спорозумение се наричало „малък годеж“. След това, на предварително уговорен ден, най-често неделя, близките на ергена заедно с него, празнично облечени, потегляли към дома на момата, за да ѝ занесат подаръци от свекъра. При влизането в къщата годежниците поздравявали с: „Честита ви радост!“ И получавали отговор: „Ваша дваж по-честита!“ След това младите си разменяли пръстени и с това смятали, че са сключили официален годеж. От този момент нататък сгоденикът имал право да води сгоденицата си на разходка, на хорото или у дома си.
Сгоденичеството траяло около 3 месеца, за да могат и двете страни да се приготвят за сватбата. Сватбата започвала от четвъртък. На този ден се събирали и зълвите, които ще помагат при приготвянето на хляба и всичко друго, необходимо за сватбата.
В петък зълвите са събирали повторно у момъка, където замесвали и изпичали малки кравайчета, които раздавали вместо покани за сватбата. Поканените от своя страна давали чесън, лук, боб-признак, че ще присъстват на тържеството. След това зълвите пристъпвали към замески-отсяване на брашното за хляба и подмесване на кваса. После деверът и зълвата играели ръченица с кърпи в ръце, а вън на двора играели други моми и ергени, като се припявали един-други.
В събота, рано сутринта, зълвите донасяли вода от чешмата и с песни и закачки замесвали и изпичали меден кравай, други обикновени кравай и хлябове за сватбата. След изпичането те избират най-хубавите краваи, поставяли ги едни върху други, нанизвали ги на пръчка с три разклонения, на които набождали по една червена ябълка и ги окичвали с пуканки. Така приготвените кравай се наричали „каниска“ за кума. За другите сватбари зълвите приготвяли китки, украсени с варак. Ергените в събота приготвяли „байрака“, който деверът ще носи при венчаването.
Ако булката била от друго село, то, по нареждане на свекъра, в петък сватбарите се качвали на волски коли, предварително украсени и покрити с пъстри черги и отивали да вземат нея и чеиза ѝ. Младоженката дарявала сватбарите от момкова страна и играела с младоженека ръченица. В събота вечерта, при запалени лоени свещи, ставала бръснелата (бръсненето на зета). Докато траяла тя, зълвите пеели и играели хоро. С бръснелата приключвали съботните веселби.
Ако момата била от същото село на момъка, пак я довеждали с кола и то по същия тържествен начин. С коли пренасяли чеиза ѝ. В неделя деверът и сватбарите отивали да доведат кума и кумата с гостите им (подкуми). Тогава поднасяли на кума каниската, която той откупвал с пари за булката. От дома на кума всички се отправяли да вземат булката. Кумата я прибулва с було. Венчаването се извършвало в селската църква.
Когато кумата разменяла над главите на младоженците до три пъти венчелата, внимавала да не се докоснат, за да не се карат младите. След излизането от църквата, по целия път венчаните носели голяма запалена свещ. Щом булката влезела в новия си дом, давал и вар и четка, за да видят умее ли да маже, а наоколо играели ръченица. Свекърът дарявал булката с имот, добитък и др. и я въвеждал вкъщи. Преди яденето булката дарявала кума, кумата, подкумите и останалите сватбари. Дарените от своя страна поднасят подаръци на булката, главно покъщнина.
Рано сутринта в понеделник 5 – 6 най-доверени хора на младоженеца отивали да занесат „сладка ракия“ на родителите на младоженката. По-късно всички сватбари се събирали в бащиния дом на младоженката, където пак започвали веселби. Тук булката дарявала своите хора и събирала от тях подаръци. Във вторник сутринта деверът и другите сватбари, придружавани от свирачите, занасяли на кръстника „сетир чорба“, което означавало края на кръстничеството. В сряда шаферът отбулва булката. Той поемал с джигли от кола булото и го мятал на трендафила, за да са червени децата ѝ. След това булката отивала на чешмата за вода. В четвъртък сутринта булката отивала пак за вода с бели бакъри. Шаферът ги ритал до три пъти и разливал водата, а шаферката ги пълнела. Булката пускала дребни пари в тях. Ритането означавало края на сватбата. Сватбените тържества приключвали окончателно с голям обед у родителите на булката.

### Обичаи при раждане
Според утвърдената традиция, в продължение на 40 дни от момента на раждането родилката трябвало да спазва следните ограничения: да не замръква сама или с детето вън от стаята си, да не оставя след залез слънце неприбрано пране, свое или на детето, да не излиза от стаята си през нощта, да не остава навън сама или с детето си при силен вятър, да не се ръкува с никого, а да поздравява гостите си устно, да не ходи никъде на гости, да не е на работа в полето и да не върши тежка физическа работа в къщи.
Близките на родилката от своя страна спазвали да не отварят вратата на стаята и през нощта, а да влизат при нея през междинна врата на съседна стая. За да предпазят детето от „уроки“, на забрадката му пришиват с червен конец скилидка чесън. Новороденото, ако е момче, го кръщавали задължително на името на свекъра, независимо от това дали е жив, или умрял, а ако е момиче – на свекървата. Ако след първото жената има други деца, наименували ги последователно на имената на родителите на родилката, на кръстниците, на лели, чичовци.
На четиридесетия ден от раждането, родилката се „сарандисвала“. Тя отивала с детето си на църква, където попът и четял молитва за здраве. След това можела да започне обикновения си живот.

### Обичаи при смърт
Когато някой починел, близките му се погрижвали да бъде изкъпан с чиста вода и да бъде облечен в чисти, нови дрехи. През цялото денонощие до погребението, те бдели над покойника, като не го оставяли нито минута сам. Не допускали в стаята му никакво домашно животно. Особено много строго гонели котките, защото смятали, че ако умрелият бъде прескочен от котка, духът му няма да намери спокойствие, а ще се превърне в зъл дух – вампир, който ще броди по земята и ще плаши хората. Преди да бъде погребан, мъртвецът бил отнасян в църквата, където се извършвало опелото.
След погребението, всички които са участвали в траурното шествие, се връщали в дома на покойника. Там измивали ръцете си и сядали около траурната трапеза. До деветия ден от смъртта близките на починалия не работели никаква полска работа. До четиридесетия ден мъжете не се бръснат.
Стари хора разправят, че в по-далечно минало се спазвал и такъв обичай: пет години след смъртта на даден мъртвец разравяли гроба му, изваждали костите и ги преглеждали. Ако намерили, че са останали светли – „желти“, смятали че покойникът е угоден на бога и близките му били доволни, а ако били почернели, че не е богоугоден. И в двата случая измивали костите с вино и ги слагали в нова торба. Свещеникът извършва опело над тях, след което ги оставяли в гроба и ги закопавали.

### Стрижба на овцете
Стригането на овцете ставало няколко дни след Гергьовден. Всеки овчар си определя ден и го съобщавал на другите овчари, роднини и познати. На определения ден той докарвал стадото си в селото. В къщата на овчаря се събирали помагачите с добре наострени кръклъзи (ножици). Домакинът колел агне за гощаване на гостите, а домакинята, подпомагана от свекърва, дъщеря или роднини разточвали баници. При стригането те се надпреварвали кой по-бързо и по-хубаво ще остриже овцете. На овените, за красота, оставяли ялъци (нестригани ивици вълна) по плешките и им връзвали на врата хлопка.

## Личности
- Вълкана Стоянова (1922 – 2009) – българска народна певица. На 25 май 2013 г. е открит паметник на певицата в селото.[2][3]